# ダニー・ガビドン
ダニエル・レオン・"ダニー"・ガビドン（Daniel Leon "Danny" Gabbidon, 1979年8月8日 - ）は、ウェールズ・トルヴァエン州区クンブラン出身の元サッカー選手、サッカー指導者。現役時代のポジションはディフェンダー。

## 経歴
2014-15シーズンよりカーディフ・シティFCに選手兼任コーチとして復帰。9月18日にオーレ・グンナー・スールシャールが解任されラッセル・スレイドが招聘されるまでの約2週間、スコット・ヤングと共に暫定的にクラブの指揮を執った。
2015年8月、ウェルシュ・フットボールリーグ・ディヴィジョン3（ウェールズ実質4部）のパンテグAFCに加入した。

## 所属クラブ
- ウェスト・ブロムウィッチ・アルビオンFC 1998-2000

→  カーディフ・シティFC 2000.8-2000.9 (loan)
- カーディフ・シティFC 2000.9-2005
- ウェストハム・ユナイテッドFC 2005-2011
- クイーンズ・パーク・レンジャーズFC 2011-2012
- クリスタル・パレスFC 2012-2014
- カーディフ・シティFC 2014-2015
- パンテグAFC 2015

## タイトル
- PFA年間ベストイレブン : 2003-04（フットボールリーグ・ファーストディヴィジョン）